# Герда Борман
Герда Борман, уроджена Бух (нім. Gerda Bormann (Buch); 23 жовтня 1909, Констанц — 23 березня 1946, Мерано, Південний Тіроль) — дочка голови Вищого партійного суду НСДАП Вальтера Буха і дружина одного з лідерів Третього Рейху Мартіна Бормана. Член НСДАП, висунула ідею полігамного «вимушеного шлюбу» в інтересах держави.

## Біографія
Герда — старша дитина в сім'ї батьків Вальтера і Ельзи Бух. Після закінчення Першої світової війни її батько зблизився з націонал-соціалістами і зробив успішну кар'єру, ставши головою Вищого партійного суду НСДАП, що зіграло вирішальну роль у долі його дочки. У батьківському домі Герда отримала суперечливе виховання: з одного боку, батьки строго дотримувалися протестантського віросповідання, з іншого боку, з гордістю вселяли дітям ідеї націонал-соціалізму.
У 19 років Герда познайомилася з судимим за нанесення тілесних ушкоджень членом НСДАП Мартіном Борманом. Зростом нижчий дівчини на голову, він не сприймав серйозно симпатії Герди, але в квітні 1929 року офіційно попросив у Вальтера Буха руки його дочки. Бух дав свою згоду на шлюб дочки з великим небажанням. У тому ж році Герда Борман вступила в НСДАП. Весілля Герди і Мартіна Бормана відбулася 2 вересня 1929 року, свідками виступили Адольф Гітлер і Рудольф Гесс. 
Навіть в партійних колах стосунки подружжя викликали подив: варто було Борману свиснути, і Герда була тут як тут, аж ніяк не страждаючи при цьому ні від такого ставлення до себе, ні від того, що чоловік зваблював жінок практично в її присутності. Проте, судячи з листування між подружжям, їх пов'язували дійсно міцні почуття.
Коли роман Мартіна Бормана з актрисою Манею Беренс став надбанням громадськості, всупереч загальним очікуванням Герда Борман не влаштувала скандал і не просто закрила на це очі, а навпаки  — дала на нього свою згоду і всіляко підтримувала чоловіка. У своїх листах до дружини Мартін Борман оповідав про свою зраду, а Герда давала йому свої поради.
Герду Борман хвилювало питання людських втрат у військових умовах і майбутнє німецького народу. Вона була переконана, що націонал-соціалізму необхідна радикально нова організація суспільства. Вона міркувала над можливостями скасування моногамії і впровадження ідеї вимушеного шлюбу. У лютому 1944 року Герда Борман виступила із закликом до співгромадян в інтересах суспільства вступати в кілька шлюбів одночасно. На її думку, кожен член суспільства чоловічої статі повинен користуватися законним правом вступати в кілька шлюбів. Незаконні дружини повинні були жити в таких же умовах, що і законні, і чоловік був зобов'язаний їх відвідувати один раз на два тижні. Позашлюбні діти повинні мати рівні права з народженими у шлюбі, а про поняття «подружня зрада» слід забути. Законопроєкти 1943 року передбачали норми, які зобов'язували кожну німецьку дружину народити від чоловіка чотирьох дітей, а після досягнення цієї кількості чоловік мав право заводити дітей з іншими жінками.
Незадовго до краху Третього Рейху Герда втекла в Південний Тіроль. Через кілька тижнів її доставили у військовий шпиталь, де їй була діагностована карцинома. 23 березня 1946 року Герда Борман померла, але не від раку, а від отруєння ртуттю, що використовувалася в курсі хіміотерапії. 

## Діти
У подружжя Борманом народилося десятеро дітей, з яких вижило дев'ять:
- Мартін Адольф Борман (14 квітня 1930 — 11 березня 2013) — названий на честь батька і хрещеного батька — Адольфа Гітлера;
- Ільза Борман (9 июля 1931—1958; вцілілий близнюк, названа в честь хрещеної Ільзи Гесс, після перельоту Рудольфа Гесса до Англії ім'я було змінене на Айке)
- Ірмгард Борман (нар. 25 липня 1933)
- Рудольф Гергард Борман (нар. 31 серпня 1934; названий на честь Рудольфа Гесса, згодом у 1941 році ім'я було змінене на Гельмут)
- Генріх Гуго Борман (нар. 13 червня 1936; названий в честь свого хрещеного батька Генріха Гіммлера)
- Єва Ута Борман (нар. 4 Серпень 1938: названа не на честь Єви Браун, з якою Мартін Борман не ладнав)
- Герда Борман (нар 23 жовтня)
- Фред Гартмут Борман (нар. 4 березня 1942)
- Фолькер Борман (18 сентября 1943—1946)

Після смерті Герди діти Борманів залишилися зі священиком Теодором Шміцем, який їх усиновив.

## Нагороди
- Почесний хрест німецької матері в золоті